# Metabutethamine
Metabutethamine là một thuốc gây tê cục bộ.